# Институт биохимии и физиологии микроорганизмов имени Г. К. Скрябина РАН
Институт биохимии и физиологии микроорганизмов (ИБФМ) — научно-исследовательский институт Российской академии наук, занимающийся исследованием структуры и функций микроорганизмов.

## Направления работ
- Изучение тонкого строения и биохимических функций микробной клетки.
- Разработка теоретических основ управления ростом, развитием и обменом веществ у микроорганизмов.
- Микробиологическая трансформация органических веществ (стероидов, аминокислот и т. д.).
- Использование микроорганизмов для биосинтеза биологически активных веществ и других важных соединений (витаминов, ферментов, антибиотиков, алкалоидов и т. д.).
- Коллекционирование микробного разнообразия.

## История
Институт биохимии и физиологии микроорганизмов был основан в июне 1965 года решением Президиума Академии Наук СССР в составе Отделения биохимии, биофизики и химии физиологически активных соединений, как один из институтов строящегося в те годы в городе Пущино Московской области Научного центра биологических исследований Академии наук СССР. Первая исследовательская программа Института была сформулирована в 1963 году.
В Институте были созданы лаборатории, сыгравшие важную роль в становлении и развитии отечественной микробиологии и биотехнологии. Руководство этими лабораториями и отдельными направлениями осуществляли и осуществляют ученые, имеющие мировое признание: Н. Д. Иерусалимский, Г. К. Скрябин, А. А. Баев, Л. В. Калакуцкий, А. М. Боронин, И. С. Кулаев и др. С их именами связаны крупные вехи развития биохимии, микробиологии, молекулярной биологии и биотехнологии в нашей стране.
Первым директором Института был Н. Д. Иерусалимский (в 1965—1967 годах), затем академик Г. К. Скрябин (в 1968—1988 годах), который являлся выдающимся ученым в области общей и промышленной микробиологии, биохимии микроорганизмов.
С 1988 года по 2017 год Институтом руководил член-корреспондент РАН, профессор А. М. Боронин.
Особое место в этом ряду занимает академик А. А. Баев, который являлся руководителем исследований, направленных на создание новых, полезных для практики микроорганизмов — вирусных антигенов, ферментных и гормональных препаратов.
В мае 1990 года в институте работало 760 человек, в их числе научных сотрудников — 247 человек, из них: членов-корреспондентов Академии Наук СССР — 2 человека; докторов наук — 14 человек; кандидатов наук — 135 человек. Институт включал 4 научно-исследовательских отдела, в состав которых входило: 4 основные лаборатории, опытно-технологическая установка, установка нестандартных процессов культивирования микроорганизмов, 14 отдельных лабораторий, установка лабораторных ферментёров, патентный отдел, отдел международного научно-технического сотрудничества, центр вычислительной техники.

## Современное состояние
С января 2018 года институтом руководит доктор биологических наук Алексей Аркадьевич Леонтьевский.
Два подразделения Института — Всероссийская коллекция микроорганизмов (ВКМ) и Опытно-технологическая установка (ОТУ) — включены в «Перечень уникальных научно-исследовательских и экспериментальных установок национальной значимости».
В фондах ВКМ хранится и поддерживается более 14 000 микробных культур, что составляет около 70 % от видового фонда России, 82 % видов имеются только в ВКМ, которая является международным органом по депонированию микроорганизмов. Созданы и опубликованы Указатели и Каталоги микроорганизмов. Фонд поддерживаемого видового микробного разнообразия является самым крупным в России.
ОТУ является уникальной по совокупности параметров базой для разработки широкого спектра биотехнологий для промышленного получения препаратов на основе микробиологического синтеза. При этом основное внимание уделяется наукоемким технологиям. Разработанные технологии могут использоваться в различных сферах деятельности — медицине, ветеринарии, растениеводстве, пищевой промышленности.
С самого начала организации Института исследования фундаментального характера тесно соседствовали с созданием научных основ биотехнологии, а в последние годы — биотехнологии защиты окружающей среды, большое значение при этом придавалось развитию молекулярной биологии, генетики и биоинженерии, а также коллекционированию микробного разнообразия.
В настоящее время[когда?] Институт участвует в выполнении работ по 60 отечественным и 16 международным грантам и программам, в том числе INTAS, NATO, INCO Copernicus, CRDF, РФФИ, ФЦНТП «Исследования и разработки по приоритетным направлениям развития науки и техники гражданского назначения», ФЦП «Интеграция науки и образования», «Содержание уникальных стендов и установок» и др.
На разработки ИБФМ получено более 370 авторских свидетельств СССР и патентов РФ, 79 патентов зарубежных стран. Результаты работ отражены в более чем 7200 публикациях в отечественных и зарубежных изданиях.
В Институте созданы и функционируют два научно-образовательных центра подготовки научной молодежи:
- Учебный центр микробиологии и биотехнологии, созданный совместно с Пущинским государственным естественно-научным институтом (ПущГЕНИ).
- Научно-образовательный центр, в функции которого входит подготовка аспирантов, кандидатов и докторов наук Российской академии наук, а также обеспечение интеграции с другими российскими высшими учебными заведениями, в частности подготовка курсовых и дипломных работ на основе ежегодно возобновляемых договоров с ВУЗами.